# Heim Peninsula
Heim Peninsula är en halvö i Kanada.   Den ligger i territoriet Nunavut, i den nordöstra delen av landet, 3 500 km norr om huvudstaden Ottawa.
Trakten runt Heim Peninsula är permanent täckt av is och snö. Trakten runt Heim Peninsula är nära nog obefolkad, med mindre än två invånare per kvadratkilometer.